# La Toma (Argentina)
La Toma es la localidad cabecera del Departamento Coronel Pringles, provincia de San Luis, Argentina.
Se fundó oficialmente el 31 de marzo de 1906 bajo el mandato del gobernador de San Luis Benigno Rodríguez Jurado, durante el gobierno del presidente José Figueroa Alcorta, aunque ya existía un asentamiento previo.
La localidad recibe su nombre de una toma de agua construida por el hacendado francés Carlos Bett sobre el río Rosario a mediados del siglo XIX. Esa estructura era clave para accionar un molino de granos, y la comunidad se fue identificando con aquel sitio, de donde surgió el nombre “La Toma”.
La Toma es un importante centro minero con talleres donde se trabaja la piedra ónix, razón por la que se la conoce como Capital del Mármol Ónix.
Las localidades vecinas que limitan con La Toma son: Naschel (27,1 km), Paso grande (19,9 km), San José del Morro (21,4 km) y Saladillo (27,4 km).

## Población
La Toma contaba con 7374 habitantes en 2022, lo que representó un incremento del 30 % frente a los 6663 habitantes (Indec, 2001) del censo anterior. Esta cifra la situó como la 7.ª ciudad más grande de la provincia de San Luis.
Según el censo 2022 la población total del municipio fue de 8585 personas. En tanto, el número de viviendas registradas fue de 3315. Estos datos le valieron ser el octavo municipio más poblado de San Luis
| Gráfica de evolución demográfica de La Toma entre 1947 y 2022 |
|                                                               |
| Fuente: censos nacionales del INDEC                           |

## Transporte

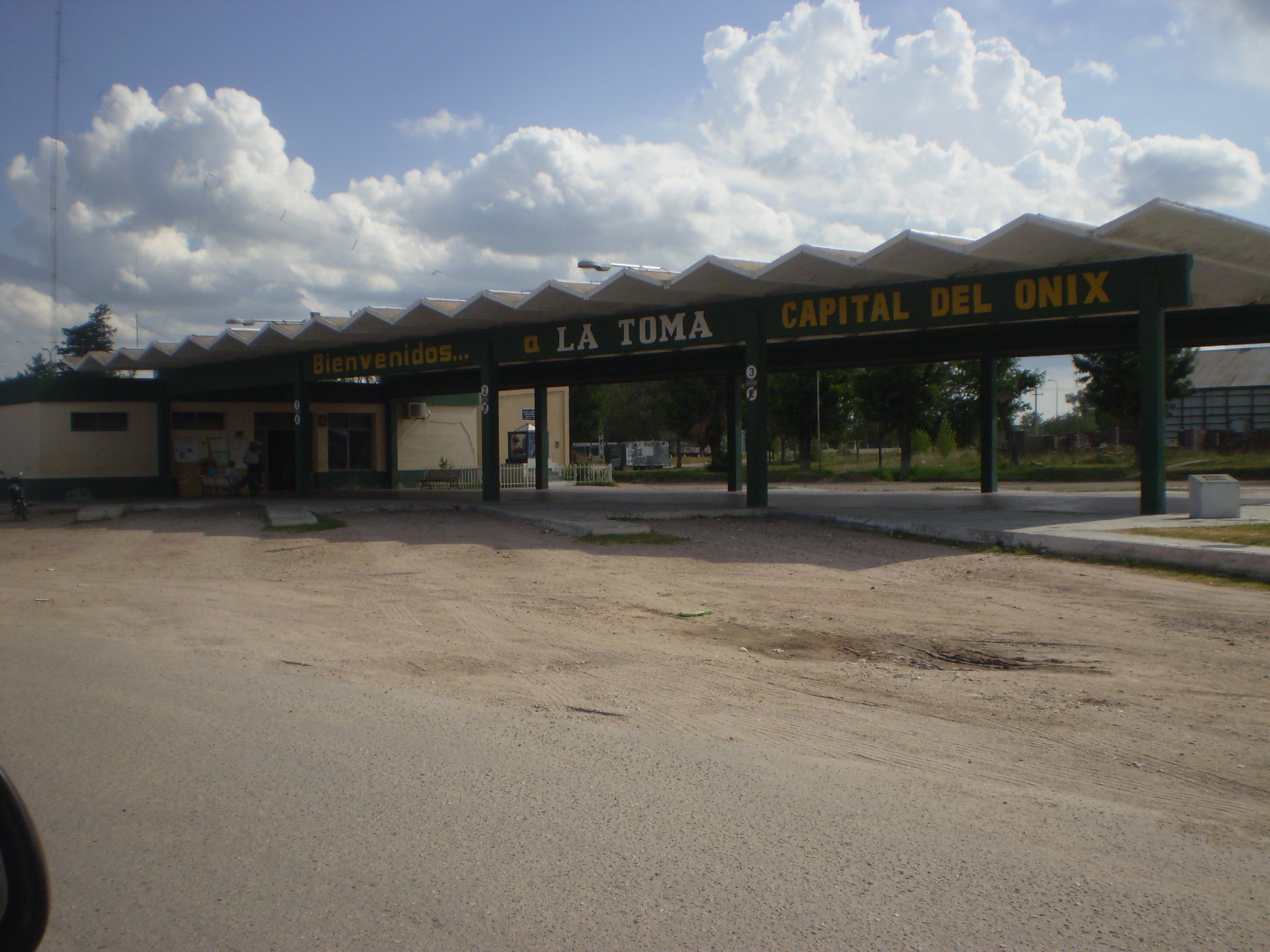
Ex Terminal de ómnibus de La Toma.

El medio de transporte de mayor uso es el colectivo, que con más de 2 líneas en servicio interprovincial, que no solo permite conectar diferentes puntos de la localidad sino que también llega a diferentes puntos lindante de la provincia de San Luis. Las líneas de servicio directo son: Blanca Paloma SRL y Travelsur SRL con varias frecuencias durante el día. Además, cuenta con 4 empresas con servicio nacional que operan desde la nueva terminal de ómnibus inaugurado el 11 de mayo 2017 por el exgobernador Alberto Rodríguez Saá .
Autopistas: La localidad cuenta con dos accesos por autopista, que se suman a la gran cantidad de accesos existentes, ya sean puentes o avenidas. Autopista El Saladillo (Ex ruta provincial 20), esta autovía conecta Juana Koslay (cerca de la ciudad de San Luis) con La Toma, facilitando el acceso desde la capital provincial hacia el noreste. Autopista de los Comechingones (Ex ruta provincial 55), este tramo conecta Villa Mercedes con Merlo y fue inaugurado en agosto de 2007, si bien no pasa por la ciudad de La Toma si lo hace a mediaciones conectándose con la Autopista El Saladillo. La Toma también cuenta con la ruta provincial n.º 2 que no es una autopista en todo su recorrido pero es una ruta pavimentada que conecta varias localidades dentro de la provincia y tiene tramos con calzadas dobles y mejoras importantes, como rotondas y accesos iluminados (por ejemplo, el acceso sur a La Toma).

## La Toma Vieja

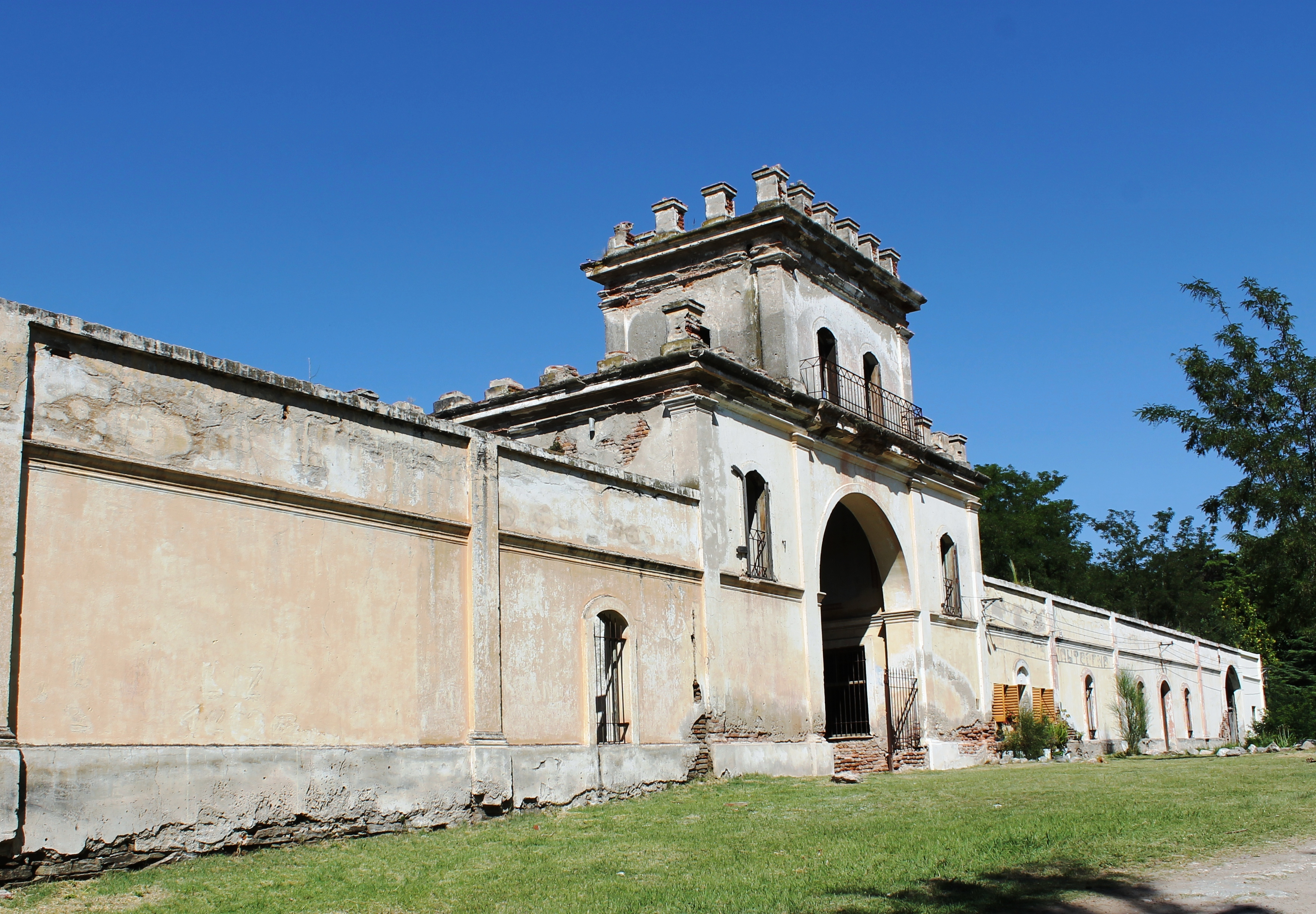
Castillo neomedieval, símbolo histórico local y provincial, fue una de las estancias más grandes de San Luis en el, se encuentra en proceso de declarase Monumento Histórico Nacional.

Es un paraje o barrio histórico y natural a 3 km del centro de La Toma conocido por ser el primer asentamiento poblacional de la zona, establecido alrededor del año 1850. Se trata del casco de una antigua estancia con forma de Castillo Medieval, construido por Carlos Bett, quien no fundó La Toma de manera oficial, sino que es reconocido como el primer poblador o pionero que estableció el asentamiento inicial en la zona, y una figura clave en la historia temprana del lugar. Según los registros históricos, llegó a la región como inmigrante francés y construyó el casco de una estancia con características de un castillo estilo fortaleza, en un lugar estratégico cerca de una toma de agua, lo que dio origen al nombre. Sin embargo, enfrenta riesgos de deterioro por falta de mantenimiento, lo que pone en peligro su valor histórico y cultural.
La fundación oficial de La Toma como localidad se formalizó más tarde, en 1906, cuando se estableció como municipio y después de la llegada del ferrocarril.
Es la zona más visitada por los turistas y visitantes por su entorno natural del Valle de las Sierras Puntanas, se encuentra el balneario municipal Monitor Fernández, el anfiteatro montado sobre el río Rosario, el embalse Del Rosario, la toma de agua histórica de Carlos Bett, bicisendas iluminadas y asfaltadas desde el centro de La Toma.

## Cerro Tiporco
Es uno de los puntos más visitados de la región a 35 km desde el centro de La Toma. Es un cerro de origen volcánico que tiene una altitud de 2180 m s. n. m., y en él se encuentra la Cantera Santa Isabel, donde se extrae la famosa piedra verde ónix. Es visitado por su valor natural, cultural y hasta sagrado, de energías especiales, también es popular para el senderismo y turismo aventura.
Cuenta la leyenda que Tiporco, el último líder posiblemente de origen michilingüe, murió defendiendo a su pueblo y que fue enterrado en la cima del cerro para que su espíritu vigile el valle de La Toma. Al atardecer varios espectadores dicen que se ve su silueta en las sombras del cerro. La tradición lugareña cuenta que si se sube al cerro con respeto se puede recibir buenas energías o fuerzas.

## Turismo
- Vista única al volcán extinto El Morro, aunque la gente suele llamarlo cerro El Morro por costumbre. Su última actividad geológica habría ocurrido hace más de un millón de años, con una elevación de 1732 m s. n. m. y una circunferencia en su superficie casi perfecta. En días despejados, se puede ver claramente hacia el sureste, ya que está a unos 25-30 km en línea recta y su forma cónica lo hace muy visible en el paisaje.[18]
- Monumento al Minero, emplazado en la Plaza del Minero, en el centro de la localidad. Este monumento honra el legado y la importancia de la minería (especialmente el mármol ónix) en la historia local, destacando el papel de quienes trabajaron y aportaron al crecimiento de La Toma. Esta obra está construida utilizando minerales y piedras característicos de la zona y con los cuales trabajan los mineros, como el cuarzo, el granito y el ónix. Está elevado a 5 m de altura aprox. y a su alrededor se encuentra otras distintas figuras distintivas.[19]
- Castillo de La Toma, constituido por un casco de estancia de mediados del siglo XIX (1850) al estilo de un castillo neomedieval, esta construcción albergó el primer asentamiento poblacional. (Paraje La Toma Vieja).[20]
- Río Rosario, pertenece a la cuenca que alimenta el Rio Quinto,[21] y nace en proximidades al Cerro Tiporco, tiene un terreno compuesto por un lecho rocoso con piedras que actúan como un borde natural formando hoyas o pozos de agua en el borde del río, ideal para bañarse, la erosión del agua a lo largo del tiempo que incluir fragmentos de mármol ónix, granito o rocas sedimentarias comunes en la región. (Paraje La Toma Vieja)
- Embalse del Rosario, es un lugar de esparcimiento para la comunidad, con zonas de pesca y espacios recreativos, cuenta con un peri-lago creado en 2019 con playas y negocios en la época de verano.[22]
- Plaza San Martín, reinaugurada por completo el 5 de abril de 2025,[23] con toques modernistas, es la plaza principal de la localidad y del departamento Coronel Pringles, lugar de encuentro de la comunidad donde se hacen actos cívicos y culturales. la plaza rinde homenaje al General José de San Martín, con un busto del Libertador y un mástil donde se iza la Bandera Argentina. Además, alberga un cofre que guarda la bandera restaurado de 1937, que fue reubicado en la plaza en 2012 como homenaje a la bandera.
- Paseo del Poeta, Se inauguró en 2011 un espacio recreativo que cuenta con piedras con poemas incrustados por artistas locales. Este  espacio  busca preservar la cultura de la localidad y recordar a los escritores que han dejado su huella en la historia de La Toma.
- Plaza saludable, es un lugar recreativo con un gran espacio verde y grandes árboles. También cuenta con juegos para ejercitarse y divertirse.
- Plazoleta de La Memoria, es un espacio y mural que recuerdan a Graciela Fiochetti y Sandro Santana Alcaraz, dos jóvenes tomenses que fueron víctimas de la desaparición en la última dictadura cívico militar.[24]
- La Fiesta Nacional del Mármol Ónix, se celebra anualmente en el segundo fin de semana de enero. Es la más importante de la zona y es una fuente importante de trabajo temporal para muchos habitantes, además de fomentar el turismo se convierte en una ocasión para que artesanos y productores locales puedan vender sus productos y darse a conocer. Realizan shows musicales en vivo con artistas locales y nacionales, desfiles, competencias deportivas, y exhibiciones de artesanías hechas con ónix y otros minerales, ferias gastronómicas, se organizan talleres y charlas sobre la minería, la geología y la conservación del patrimonio cultural y natural.[25]

## Parroquias de la Iglesia católica en La Toma
La Parroquia Santo Domingo de Guzmán, es un lugar muy importante para la comunidad local no solo como centro de culto sino también por su gran valor histórico y punto de reunión. La parroquia suele ser sede de actividades culturales, sociales y educativas que fortalecen el sentido de comunidad. Su arquitectura es sencilla pero simbólica, aunque no es una iglesia monumental, su construcción y diseño reflejan la identidad y tradición local, siendo un punto de referencia para los habitantes, destaca su altar con piezas únicas de la piedra mármol ónix verde que extraen desde la misma localidad.
Cada 8 agosto celebran tradicionalmente la fiesta patronal del Santo Domingo de Guzmán y esta fecha es muy importante y se realizan misas especiales, procesiones y diversas actividades religiosas y culturales para honrar al santo patrón de la comunidad, como: Acompañar la imagen del santo rezando y cantando. Presentan música folclórica, grupos de danzas tradicionales, juegos de niños, eventos artísticos, también colocan ferias de comidas y artesanías locales, luego bendicen personas y objetos que consideran sagrados o importantes.
| Diócesis  | San Luis                  |
| --------- | ------------------------- |
| Parroquia | Santo Domingo de Guzmán   |
| Parroquia | Nuestra Señora de Lourdes |

## Educación
En La Toma hay varios establecimientos educativos que cubren distintos niveles de enseñanza: inicial, primaria, secundaria y técnica, aunque la cifra exacta puede variar por aperturas o cierres, generalmente se registran alrededor de 10 a 15 centros educativos activos:

### Jardines de infantes
- Jardín de infantes Dora Zabala de Palacios (Escuela de Nivel Inicial n.º 11 Dora Zavala ex Rayito de Sol)[30]
- Jardín de infantes Pinocho (Escuela n.º 114 Dr. Ricardo Gutiérrez)[31]
- Jardín de infantes n.º1 Mi Pequeño Mundo (Escuela Generativa Club Pringles)[32]

### Escuelas primarias públicas y privadas
- Escuela n.º 357 Máximo Camargo[33]
- Escuela n.º 114 Dr. Ricardo Gutiérrez[34]
- Escuela "Generativa" Club Deportivo Pringles"[35]

### Institutos de educación secundaria y escuelas técnicas[29]
- Escuela Técnica n.º 28 " Gral. Juan Martín de Pueyrredón"[36]
- Colegio n.º 3 "Gral. Manuel Belgrano"[37]
- Escuela "Generativa" Club Deportivo Pringles"[38]
- Escuela Pública Digital Adultos (EPDA) n.º 27 [39]

## Clima
En La Toma, los veranos suelen ser calurosos, con tormentas frecuentes y cortas y mayormente de los días despejados y los inviernos fríos, secos, ventosos y parcialmente nublados. Durante el transcurso del año, la temperatura generalmente varía de 3 °C a 28 °C y rara vez baja a menos de −3 °C o sube a más de 33 °C. La mejor época del año de La Toma para actividades de tiempo caluroso es desde finales de octubre hasta principios de abril.

## Flora y fauna

### Flora autóctona de La Toma (Valle de Las Serranías Puntanas)
- La flor típica de La Toma es la verbena, una pequeña y hermosa flor de color rojo que florece en primavera, pintando los arbustos a lo largo de las rutas de la región. Esta flor es característica del Valle de las Serranías Puntanas, donde se encuentra La Toma, y se destaca por su vistosidad y su contribución al paisaje natural de la zona[41]
- En términos más generales, en todo el Valle de las Serranías de San Luis abundan las palmeras caranday y hierbas aromáticas propias de la zona[42]
- A nivel provincial (que también abarca La Toma), la flora nativa incluye especies como algarrobo (blanco y negro), quebracho blanco, retamo, tintinaco, chañar, espinillo, piquillín, jarilla, chilca, barba de chivo, cortaderas, pasto escoba, penacho blanco, poa, y palmares de caranday (por ejemplo en Papagayos) [43]

### Fauna autóctona de la región (San Luis y alrededores de La Toma)
- Aunque no hay datos específicos únicamente para La Toma, la fauna típica de la provincia —y por ende presente en su entorno natural— comprende:
  - Mamíferos: pumas, gatos monteses, zorros grises, vizcachas, pecaríes de collar, guanacos, venado de las pampas (cada vez más escaso), mara (liebre patagónica) y conejo de los palos [44]
  - Aves: teros, cardenal amarillo y común, reina mora grande, “rey del bosque”, catitas de las sierras, cotorras, ñandú, halconcito gris, águilas, jilguero, zorzal, calandrias, hornero, cóndor andino [44]
  - Reptiles y anfibios: lagartijas, la rana y amenazada boa de las vizcacheras (lampalagua); los anfibios son escasos y sobreviven a la sequía enterrados o como renacuajos en charcos temporarios
  - Acuáticos: aves acuáticas como el flamenco común y peces en espejos de agua como pejerrey, trucha o perca criolla, y carpa europea (introducida)